# Cameron Delaney
Cameron "Cam" Delaney (Killeen, Texas, 24 de octubre de 1995) es un baloncestista estadounidense que actualmente se encuentra sin equipo. Con 1,93 metros de estatura, juega en la posición de alero.

## Trayectoria deportiva

### Universidad
Jugó una temporada con los Pioneers de la Universidad de Denver, en la que promedió 2,4 puntos y 1,7 rebotes por partido, tras la cual decidió ser transferido a los Bearkats de la Universidad Estatal Sam Houston, donde ya jugaba su hermano gemelo Josh. Allí jugó tres temporadas más, promediando en la última de ellas 13,4 puntos, 5,5 rebotes y 2,0 asistencias por partido, lo que le valió para ser elegido Jugador del Año de la Southland Conference.

### Profesional
Tras no ser elegido en el Draft de la NBA de 2019, el 19 de agosto firmó su primer contrato profesional con el Raiffeisen Flyers Wels Admiral BSL austriaca. En su primera temporada promedió 13,7 puntos y 6,9 rebotes por partido.